# Premier League do Butão
A Premier League do Butão, atualmente conhecida como Bank of Bhutan Premier League devido a motivos de patrocínio, é a divisão masculina mais alta do futebol profissional no Butão . Ele também fornece o participante do Butão para a competição continental, a Copa AFC.

## Formato
A Premier League do Butão opera como o mais alto nível de futebol no Butão. As equipes concorrentes na liga jogam entre si duas vezes em casa e fora. Anteriormente, quando a A-Division era a principal liga do país, todas as partidas eram disputadas no Changlimithang, o estádio nacional do país, tornando as distinções entre casa e fora essencialmente discutíveis. Enquanto as equipes baseadas em Thimphu ainda jogam suas partidas naquele campo, as equipes regionais mantêm seus próprios estádios, de modo que os jogos em casa e fora de casa agora acontecem.

## História
A competição da liga no Butão teve um início lento. Embora uma liga completa de dez times tenha sido criada em 1986, parece ter havido pouco ou nenhum futebol organizado nos dez anos seguintes. Entre 1996 e 2000 houve alguma forma de futebol organizado, mas não está claro até que ponto isso envolveu times de fora de Thimphu.
Alguma forma de futebol em que os campeões nacionais foram coroados foi jogada entre 1996 e 2000, mas foi apenas em 2001 que a A-Division foi criada.
Em 2001, a A-Division foi criada como uma competição de futebol para times de Thimphu e era a primeira liga do país, fornecendo o representante do Butão para a Copa do Presidente da AFC . A primeira temporada da A-Division assumiu essencialmente a forma de uma competição nacional, refletindo de perto o formato atual da Liga Nacional. Realizou-se um torneio de qualificação para as equipas de Thimphu (no qual também competiu uma equipa de Paro ), de onde as equipas de topo avançaram para a Super League, que também incluía equipas de Samtse e Gomtu, e teria incluído equipas de Phuentsholing e Chukha, se eles não se retiraram.
No entanto, esta foi a última vez em mais de uma década que times de fora de Thimphu se envolveram no futebol de alto nível no Butão. Em 2011, a A-Division foi disputada apenas como um único conjunto de partidas em pontos corridos em antecipação ao estabelecimento de uma verdadeira liga nacional.
Tal não aconteceu e foi apenas em 2012 que se realizou a competição inaugural, uma liga de seis equipes composta pelas três primeiras equipas da A-Division daquela época em representação do Thimphu, nomeadamente Drukpol, Yeedzin e Zimdra, juntamente com Phuentsholing (representando Chukha Distrito ), Samtse (representando o distrito de Samtse ) e Ugyen Academy (representando o distrito de Punakha ).[carece de fontes?] A liga inaugural começou com a assinatura de um contrato de patrocínio de três anos com a Coca-Cola no valor Nu 3 milhões no total, juntamente com mais patrocínios da Tashi Beverages, Druk Air, Zimdra Food e Samden Group, com o objetivo de ter um time de futebol jogando na Liga Nacional de cada um dos 20 Dzongkhags de acordo com a Federação de Futebol do Butão . O domínio do Thimphu no futebol butanês continuou inicialmente, com Yeedzin conquistando o primeiro título da Liga Nacional.[carece de fontes?] Junto com o título, eles receberam Nu 400.000 em prêmios em dinheiro, com o segundo colocado Drukpol recebendo Nu 200.000 e Ugyen Academy Nu 100.000 pelo terceiro lugar.
No entanto, times de fora da capital logo provaram que poderiam competir com aqueles que tinham consideravelmente mais experiência na primeira divisão na temporada seguinte, já que a Ugyen Academy se tornou o primeiro time não Thimphu a conquistar o título,[carece de fontes?] e com ele o Nu 400.000 em prêmios em dinheiro, com as equipes de segundo e terceiro lugar Yeedzin e Thimphu City levando Nu 200.000 e Nu 100.000 respectivamente. O número de times sediados fora de Thimphu diminuiu em 2013 após a saída de Samtse, situação que continuou em 2014 após a saída de Phuentsholing também, embora tenham sido substituídos por Butão Clearing, competindo pela primeira vez na Liga Nacional.[carece de fontes?] Na tentativa de atrair mais times não Thimphu para a competição, a federação aumentou o prêmio em dinheiro de Nu 400.000 para 700.000 para os vencedores. O vice-campeão recebeu Nu 400.000, um aumento de 200.000 em relação ao ano anterior, e o terceiro colocado foi premiado com Nu 200.000. Nenhuma vaga na Copa do Presidente da AFC foi concedida ao time que terminou em primeiro lugar nesta temporada, pois a edição de 2014 foi a última realizada.
Em 2019, ocorreram mudanças estruturais no sistema de ligas e as competições foram renomeadas. A primeira divisão foi renomeada como Bhutan Premier League, e a competição de qualificação como Butão Super League . A Super League cessou após a temporada de 2020 e foi substituída pelo torneio de qualificação para a Premier League.

## Campeões
| Temporada | Vencedora         | Vice-campeão      | Terceiro lugar    |
| --------- | ----------------- | ----------------- | ----------------- |
| 2012–13   | Yeedzin           | Drukpol           | Academia Ugyen    |
| 2013      | Academia Ugyen    | Yeedzin           | Cidade de Thimphu |
| 2014      | Druk United       | Academia Ugyen    | Cidade de Thimphu |
| 2015      | Terton            | Timfu             | Cidade de Thimphu |
| 2016      | Cidade de Thimphu | Druk United       | Academia Ugyen    |
| 2017      | transporte unido  | Cidade de Thimphu | Academia Ugyen    |
| 2018      | transporte unido  | Paro              | Cidade de Thimphu |
| 2019      | Paro              | transporte unido  | Cidade de Thimphu |
| 2020      | Cidade de Thimphu | Academia Ugyen    | Paro              |
| 2021      | Paro              | Cidade de Thimphu | transporte unido  |

| Equipe            | vencedores | vice-campeão | Terceiro lugar | anos ganhos | Anos vice-campeão | terceiro ano                 |
| ----------------- | ---------- | ------------ | -------------- | ----------- | ----------------- | ---------------------------- |
| Cidade de Thimphu | 2          | 2            | 5              | 2016, 2020  | 2017, 2021        | 2013, 2014, 2015, 2018, 2019 |
| transporte unido  | 2          | 1            | 1              | 2017, 2018  | 2019              | 2021                         |
| Paro              | 2          | 1            | 1              | 2019, 2021  | 2018              | 2020                         |
| Academia Ugyen    | 1          | 2            | 3              | 2013        | 2014, 2020        | 2012–13, 2016, 2017          |
| Yeedzin           | 1          | 1            | 0              | 2012–13     | 2013              | —                            |
| Druk United       | 1          | 1            | 0              | 2014        | 2016              | —                            |
| Terton            | 1          | 0            | 0              | 2015        | —                 | —                            |
| Drukpol           | 0          | 1            | 0              | —           | 2012–13           | —                            |
| Timfu             | 0          | 1            | 0              | —           | 2015              | —                            |

1. ↑  Phuntsho, Tashi (14 de dezembro de 2012). «National football league kicks off today». kuenselonline.com. Kuensel Online. Consultado em 15 julho de 2014. Arquivado do original em 26 de agosto de 2014
2. 1 2 3  Phuntsho, Tashi (25 de fevereiro de 2013). «Yeedzin FC wins 2012 Coca Cola league championship». kuenselonline.com. Kuensel Online. Consultado em 15 julho de 2014. Arquivado do original em 2 de janeiro de 2014
3. ↑  Phuntsho, Tashi (25 de novembro de 2013). «Ugyen Academy FC win national league by a single point». kuenselonline.com. Consultado em 7 de março de 2017. Arquivado do original em 29 de novembro de 2014
4. ↑  Phuntsho, Tashi (8 julho de 2014). «Drukpol FC-4, Druk Star FC-2». kuenselonline.com. Kuensel. Consultado em 8 julho de 2014. Arquivado do original em 14 julho de 2014
5. ↑  «ACL: East vs West final proposed». the-afc.com. Asian Football Confederation. 25 de novembro de 2013. Arquivado do original em 3 de dezembro de 2013
6. ↑  «Football clubs in Bhutan gearing up for Bhutan Premier League (BPL) 2020». dailybhutan.com (em inglês). 24 julho de 2020. Consultado em 7 de abril de 2021. Arquivado do original em 21 de abril de 2021
7. ↑  «BOB Bhutan Premier league to Kick Off early». Bhutan Football Federation. 12 de maio de 2021. Consultado em 2 de junho de 2022. Arquivado do original em 12 de junho de 2021